# Uromastyx nigriventris
Uromastyx nigriventris es una especie de lagarto del género Uromastyx, familia Agamidae. Fue descrita científicamente por Rothschild & Hartert en 1912.

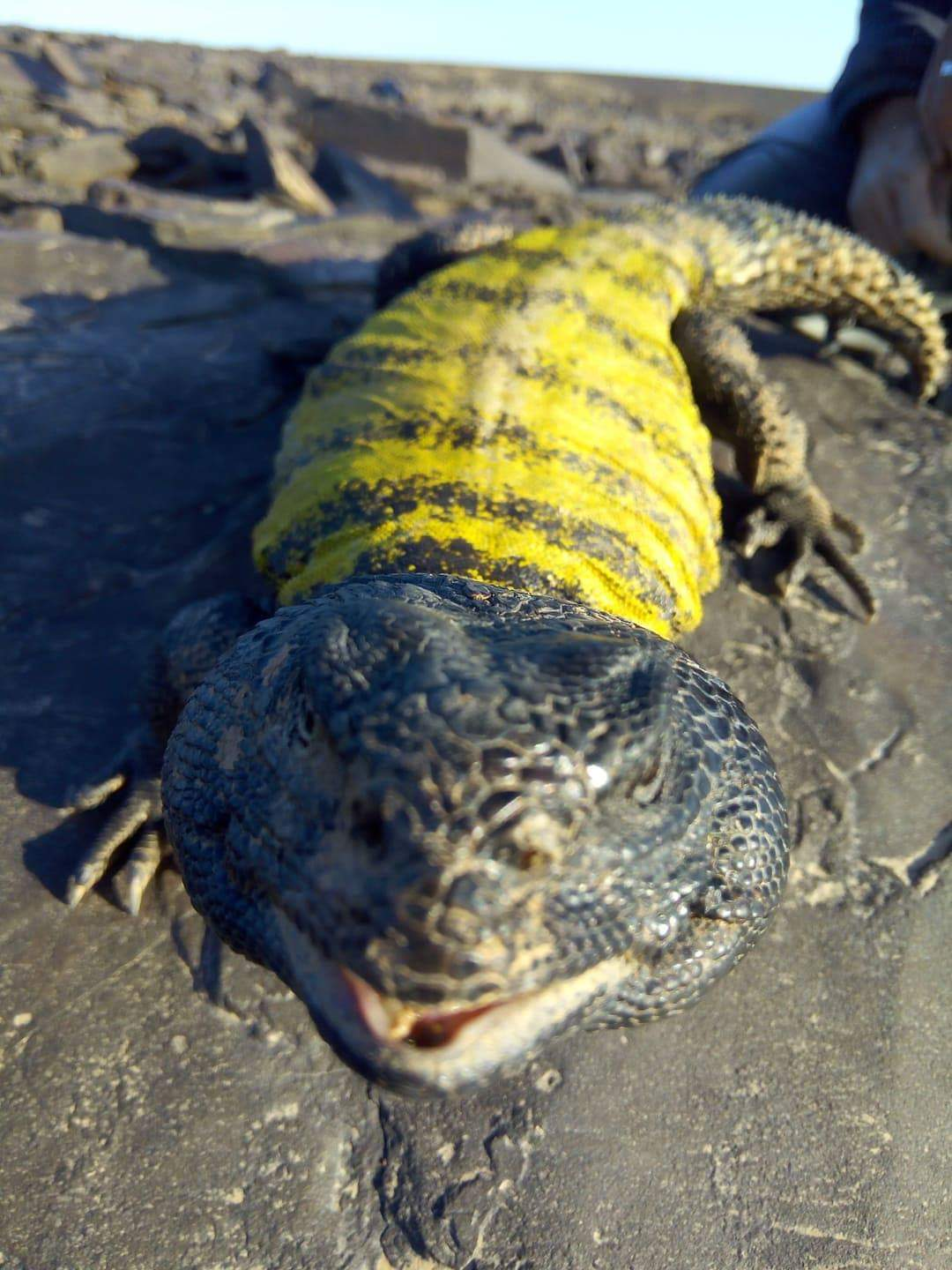
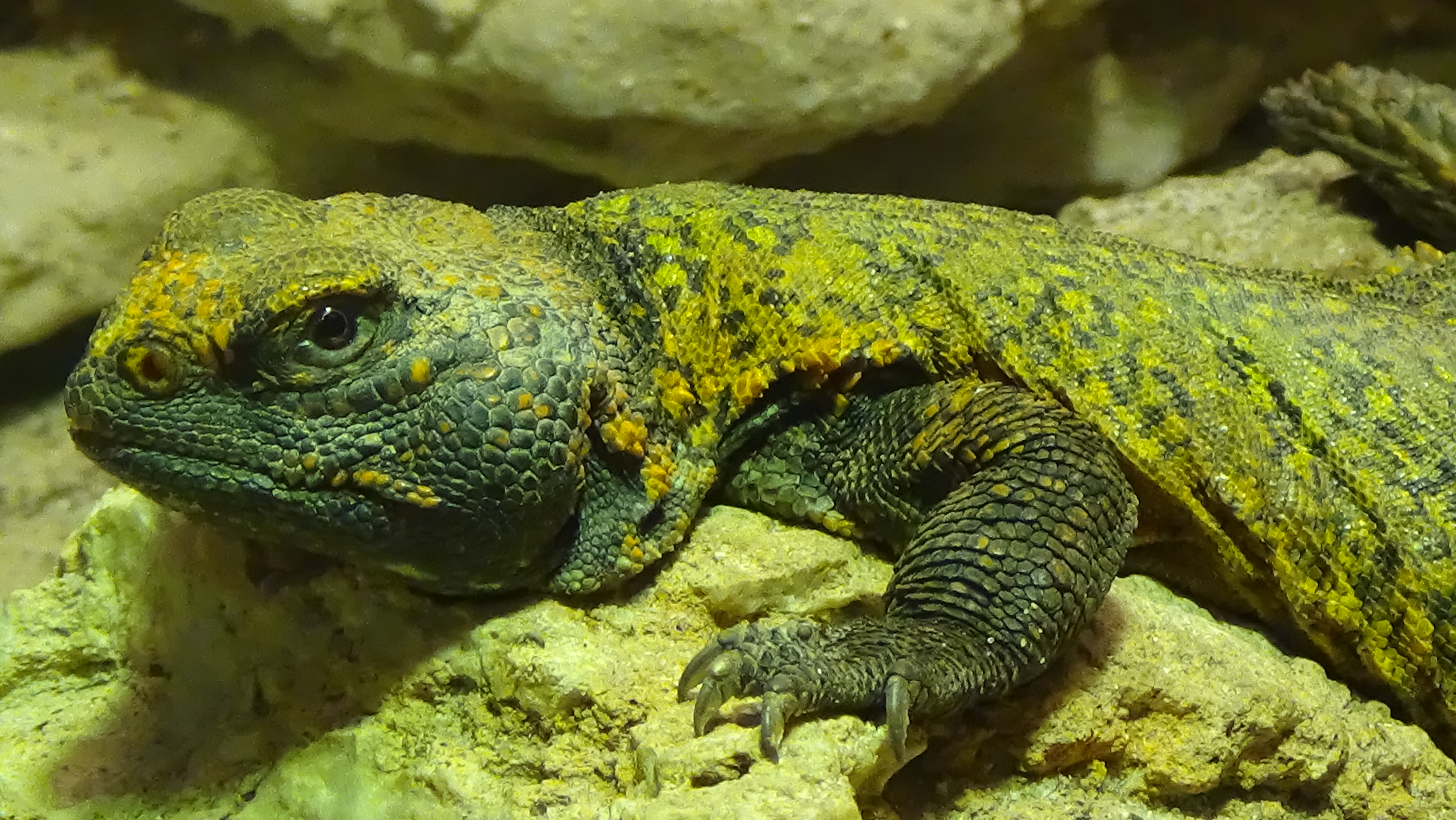
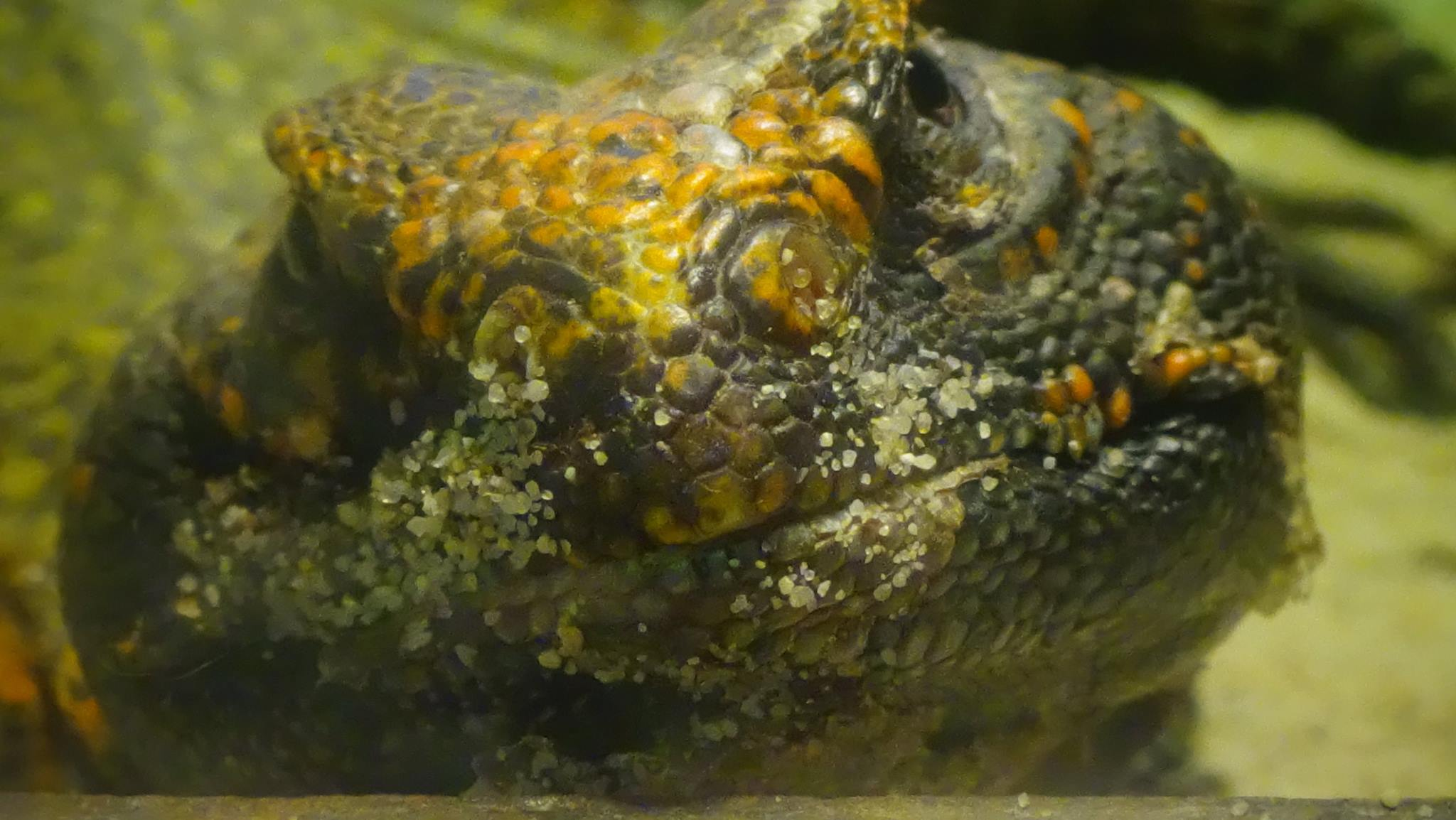

Habita en Marruecos y Argelia.